# حكاية جوني تاون-ماوس
حكاية جوني تاون-ماوس هو كتاب للأطفال كتبته ورسمته بياتريكس بوتر ونشره فريدريك وارن وشركاه لأول مرة. في ديسمبر 1918. وتستند الحكاية إلى حكاية إيسوب، " فأر المدينة وفأر البلد "، فإنه يحكي عن فأر ريفي وفأر مدينة يزوران بعضهما البعض في منازلهم. وبعد أخذ عينات من طريقة حياة الآخر، يعبر كلاهما عن تفضيل محدد لطريقتهما الخاصة. ولاقى الكتاب استحسان النقاد. وظهرت شخصية جوني تاون-فأر في فيلم باليه عام 1971، وتم تكييف الحكاية مع سلسلة رسوم متحركة تلفزيونية من بي بي سي.

## الحبكة

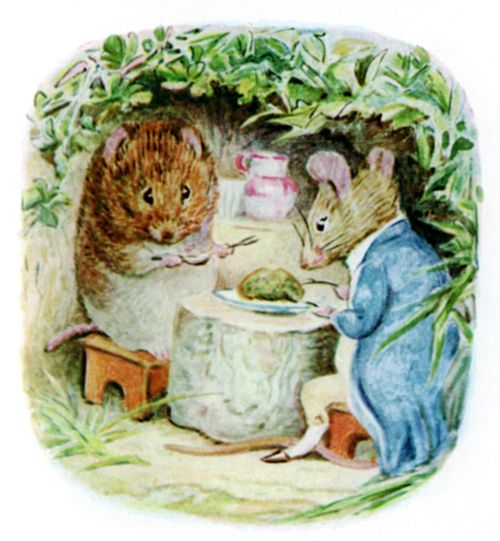
جوني تاون-ماوس يزور الفأر الريفي تيمي ويلي

فأر الريف تيمي ويلي، وينام في سلة، ويُحمل بالخضروات إلى المدينة، حيث تستقبله الفئران، وبما في ذلك جوني تاون-فأر، ولكن يجد القطة مخيفة والطعام غريباً، يعود بها. العائق. وفي وقت لاحق، قام جوني تاون-فأر بزيارته، ولكن العثور على أشياء مثل الأبقار وجزازات العشب مخيفة، ويعود إلى المدينة بنفسه.

## التكيفات
وتم عرض اقتباس متحرك للقصة، وتم عرضه جنباً إلى جنب مع حكاية الفأران السيئين ، في علم الأرنب بيتر وأصدقائه في عام 1995 مع جوني تاون ماوس بصوت الممثل البريطاني هيو لوري.

## روابط خارجي
- The Tale of Johnny Town-Mouse public domain audiobook at LibriVox